# グルドン (ロット県)
グルドン （フランス語:Gourdon、オック語:Gordon）は、フランス、オクシタニー地域圏、ロット県のコミューン。グルドン・アン・ケルシー（Gourdon en Quercy）とも呼ばれる。グルドン住民は「グルドゥ」（Gourdou）と発音する。
現在のグルドンのまちは、周囲のブリアーヌ地方を見下ろす丘の上につくられ、アクロポリスの丘のような姿である。グルドンは、上ケルシーにおける最も強力な封建領主であるフォルタニエ・ド・グルドン家の支配を受けていた。

## 地理
グルドンはコーズ・ド・グラマ地方とペリゴール地方の間にある、砂地のブリアーヌ地方にある。グルドンはカオールから45km、サルラ＝ラ＝カネダから25km、ブリーヴ＝ラ＝ガイヤルドから75kmの距離である。セウ川がコミューン内を横断し、マルシヤンド川がコミューンから発する。
A20、鉄道のグルドン駅でアクセスが可能である。
グルドンは、周囲を見下ろす標高286mの丘の上にある。

## 歴史
13世紀以来サン＝ピエール広場の同じ建物にあった市民の政治が継続してきたおかげで、グルドンの行政官は役場の中に1249年からの歴史をいまに伝える自治体の公文書（オック語、ラテン語、古フランス語で書かれた）の優れたコレクションを維持することができた。
グルドンの場所は中世に、円形状の城壁、防衛用の城を備えた城砦、すなわちカストルム（castrum）であった。グルドン領主については839年の公文書の中でふれられている。西ゴート出身のオドルリックが領主であったとされ、彼がグルドン家の先祖である。ジェロー3世は10世紀のグルドン領主であった。一族の1人であるベルトラン・ド・グルドンは、伝えられるところによると、シャリュの戦いでリチャード1世を殺害した。
住民は、通常の憲章が授けられたことにより一部、荘園領主の後見下からはずれた。1244年には税の憲章を受け、4人のコンスルたちが行政を行うこととなり、カオール司教とケルシーのセネシャルがこれを確認した。
百年戦争中、グルドンはイングランド王国への抵抗運動の中心地として名をはせた。まちはイングランド軍に占領された。当時のグルドンは厚い壁で守られた城であった。シャルル7世時代、城は退却するイングランド軍によって破壊された。
封建時代の終わり、グルドン領主たちがカオールからロット川上流の道を影響下においた頃、ロット川の水上交通を全て管理していたカオール司教に対する畏敬の念は続いた。テュレンヌ家はドルドーニュ川谷やサン＝シュルピス家、ケルシー西部を治めるカルダイヤック家を支配していた。
フォンタニエ・ド・グルドン家は、グルドンとセヌヴィエール城、モンブラン城を治め、途中で現れた家系である。ラバスティド＝ミュラまたはバスティダ・フォルタニエタ・デ・ゴルドニオ（bastida fortanieta de Gordonio）は、すぐにロカマドゥールへ向かう巡礼者たちの避難所となった。
ユグノー戦争中の1562年、まちはユグノーの影響を受けた。
グルドンは14世紀にカルダイヤック家が領主となり、その後ジャン・ダルマニャックのものとなった。グルドンのまちではブルジョワ階級が繁栄するのと同様、コンスルたちによってよく管理されていた。貧しいグルドンは、時には屈辱的ないじめや法外な権限を取り付けたりする領主に対して反感を抱いていった。Lou consoulatはシャルル7世やルイ11世といったフランス王たちに忠実であった。王たちは強力な領主たちから住民を守ってくれるからであった。
1619年、フランス元帥にしてグルドン領主ポンス・ド・ロジエール＝テミーヌは、若いルイ13世と対立する王太后マリー・ド・メディシスから信頼されていた。すぐに王に忠誠を示し、マイエンヌ公爵指揮の下で住民は城を包囲し、まちのコンスルの最終的な覇権を確立させた。
16世紀は、織物と洋服の仕立てでまちは繁栄の最盛期を迎えた。当時既に人口は5000人を数えた。
近代以降の上ケルシーの衰退によって、グルドンは容易に影響力をなくし、ルネサンス期の中世グルドン経済の強さを見えなくしていった。

## 人口統計
20世紀初頭のグルドン人口は4260人であった。
| 1962年 | 1968年 | 1975年 | 1982年 | 1990年 | 1999年 | 2006年 | 2008年 |
| ------ | ------ | ------ | ------ | ------ | ------ | ------ | ------ |
| 4157   | 4803   | 4728   | 4899   | 4851   | 4882   | 4669   | 4622   |

参照元:Cassini、INSEE

## 経済
農業および農産品生産（フォワグラ）が、観光とともにまちの経済の主役である。

## 史跡
- サン＝ピエール教会 - 1304年から1510年まで建設。13世紀後半まであったロマネスク様式の教会を基礎とする。ラングドック・ゴシック様式に属す。身廊と南塔は中世の建築家ジャン・デシャンによるもの。身廊は全長41m、幅11.60m、ヴォールトの高さは21m。塔の高さは35m。
- ノートルダム・デュ・マジュ礼拝堂 - 1562年に廃された跡に、17世紀後半に建てられた。
- マジュ通りと門 - グルドンのかつての目抜き通り。麻や亜麻でできた生地をイングランドに輸出する商人が軒を並べて活気があった。コンスルたちの出身のギルドであることが多かった。
- コルドリエ会派の修道院付属教会 - 13世紀。
- ノートルダム・デ・ネージュ礼拝堂 - 12世紀。重要な巡礼の場所だった。

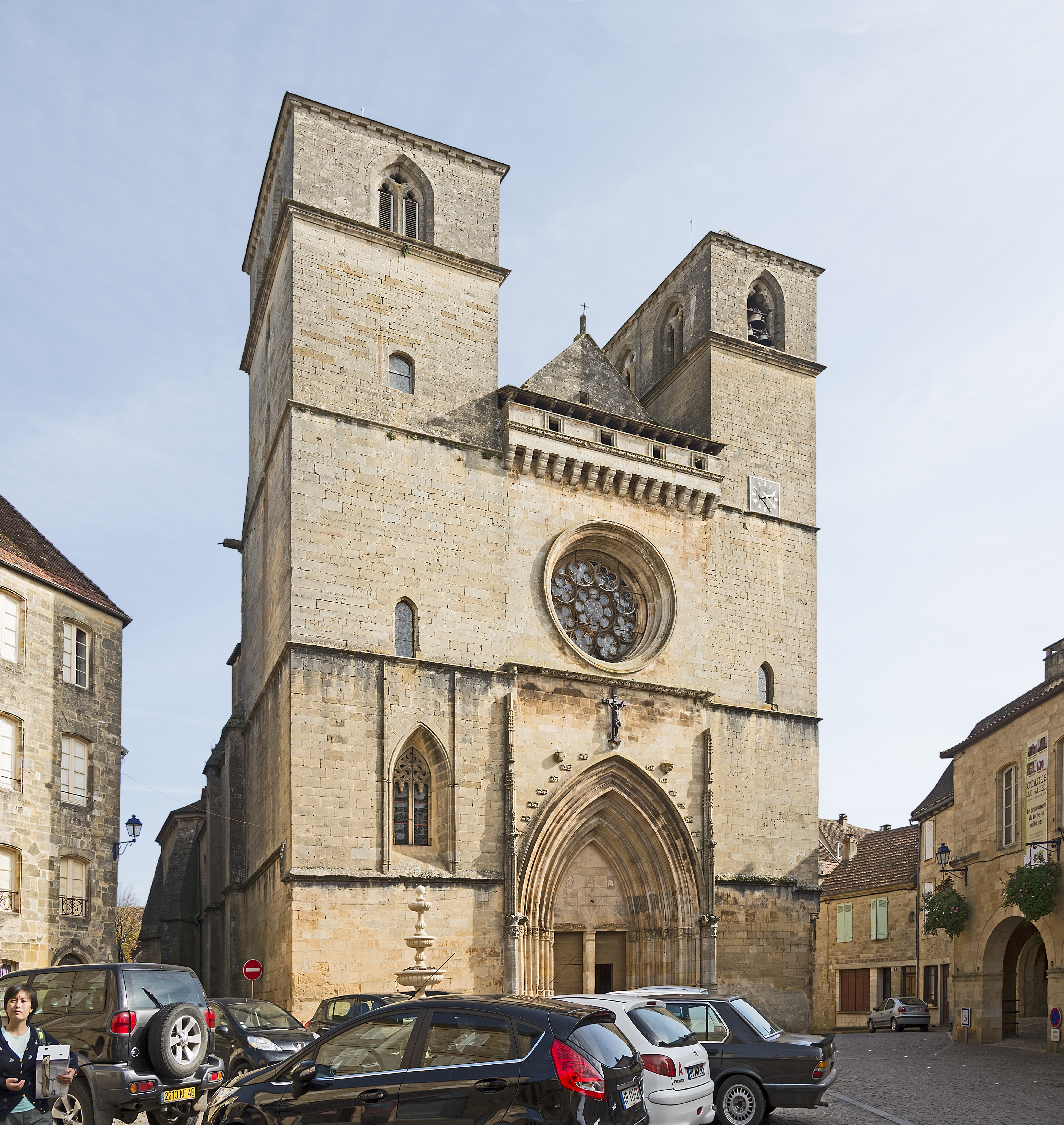
サン＝ピエール教会
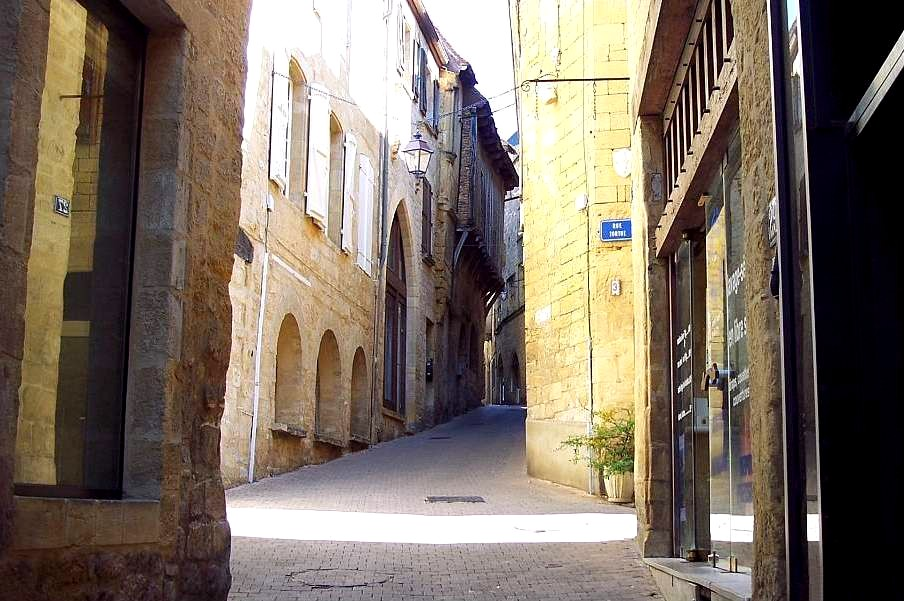
マジュ通り

## 姉妹都市
- イッベンビューレン、ドイツ